# Noken
Ein Noken ist eine multifunktionale, geknotete oder auch gewebte Tasche, der Papua im indonesischen Teil West-Papua (früher auf Indonesisch: Irian Jaya) der Insel Neuguinea.
Charakteristischerweise wird das Noken von der Oberseite des Kopfs hängend getragen, um Brennholz, abgeerntete Pflanzen und Früchte, sonstige Lebensmittel oder auch Säuglinge zu transportieren. Gelegentlich wird das Noken von Frauen auch dazu benutzt, sich die Brust zu bedecken. Bei lokalen Wahlen dienen die Taschen auch mal als Wahlurne. Nahezu jede Frau im Hochland Papuas trägt die Kopftasche und selbst im Stadtbild Wamenas taucht sie immer wieder auf.
Hergestellt wird das Noken aus getrockneter Baumrinde, wobei auch die Stängel von Orchideen-Pflanzen Verwendung finden. Der Herstellungsprozess dauert je nach Größe zwischen einer und drei Wochen. Produziert wird das Noken heute vornehmlich in touristischen Zentren der Sauwadarek-Papua.
Da aufgrund mangelnden Traditionsbewusstseins, der Konkurrenz billiger handelsüblicher Taschen und Problemen bei der Beschaffung des Rohmaterials immer weniger Taschen hergestellt werden, nahm die UNESCO die „Handarbeit zum Anfertigen von Noken“ im Jahr 2012 in ihre Liste des dringend erhaltungsbedürftigen immateriellen Kulturerbes auf.